# 吉川廣嘉
吉川廣嘉（日語：吉川 広嘉／きっかわ ひろよし Kikkwa Hiroyoshi，1621年7月6日—1679年8月16日），江戶時代前期岩國領的第三代領主。

## 經歷
元和七年（1621年）7月6日，吉川廣嘉在萩出生，他是第二代領主吉川廣正的長子。寬永元年（1624年）以人質的身分前往江戶。寬永七年（1630年）獲得將軍德川家光親自召見，同年，弟弟吉川就紀成為人質，廣嘉因此得以返回領地。寬永十一年（1634年），廣嘉在萩進行元服儀式，並改名為廣佳。正保二年（1645年）又改名為廣純。
寬文三年（1663年）8月28日，因為父親隱退，繼承家督的職位。因為出生就體弱多病，在京都療養期間，吸收了許多科學知識，穿著也受到京都風格的影響，甚至跟繪畫大師狩野探幽也有交流，這些經歷都成為他之後建造錦帶橋的有力資源。
廣嘉在位時的政績有：在瀨戶內海沿岸排水造陸，使耕地增加了二千町步（1町步大約等於1公頃），還有發行領地通行的紙幣（領札）。而他最大的政績是在延寶元年（1673年）與次年，在岩國當地的錦川進行建橋工程，也就是現在的錦帶橋雛型，特別是延寶二年的建橋工程，非常的嚴實，橋身歷經了二百七十多年都沒事。一直到昭和二十五年（1950年）受到凱西亞颱風的影響，使得錦川河水暴漲，才導致錦帶橋被沖毀。
延寶七年（1679年）8月16日，廣嘉逝世，享年59歲，而他的長子吉川廣紀繼承了他的職位與事業。

## 系譜
- 父：吉川廣正（1601-1666）
- 母：高玄院（1600-1644，又名竹姬，毛利輝元之女）
- 正室：天長院（鷲尾隆量之女）
  - 長男：吉川廣紀（1658-1696）